# Musa ingens
Musa ingens, una planta de la familia de las musáceas, es la más grande del mundo de esta familia. Crece en los bosques tropicales de Nueva Guinea. Puede alcanzar tamaños sorprendentes; sus hojas son de cinco metros de largo, el tallo puede llegar a los dos metros de circunferencia en la base y sus frutos no son comestibles.
- Datos: Q1313674
- Multimedia: Musa ingens / Q1313674
- Especies: Musa ingens